# ATC J02 – Szisztémás gombaellenes szerek
Az ATC J02 – Szisztémás gombaellenes szerek a gyógyszerek anatómiai, gyógyászati és kémiai osztályozási rendszerének (ATC) egyik alcsoportja.
| ATC J   | Szisztémás fertőzés elleni szerek                      |
| ------- | ------------------------------------------------------ |
| ATC J01 | Szisztémás antibakteriális szerek                      |
| ATC J02 | Szisztémás gombaellenes szerek                         |
| ATC J04 | Mikobaktériumok által okozott fertőzések elleni szerek |
| ATC J05 | Szisztémás vírusellenes szerek                         |
| ATC J06 | Immunszérumok és immunglobulinok                       |
| ATC J07 | Vakcinák                                               |

## J02A 	Szisztémás gombaellenes szerek

### J02AA Antibiotikumok
| J02AA01 | Amfotericin B | Amphotericin B | Amphotericinum B |
| J02AA02 | Hachimicin    | Hachimycin     |                  |

### J02ABImidazol-származékok
| J02AB01 | Mikonazol   | Miconazole   | Miconazolum, Miconazoli nitras |
| J02AB02 | Ketokonazol | Ketoconazole | Ketoconazolum                  |

### J02AC 	Triazol származékok
| J02AC01 | Flukonazol  | Fluconazole  |               |
| J02AC02 | Itrakonazol | Itraconazole | Itraconazolum |
| J02AC03 | Vorikonazol | Voriconazole |               |
| J02AC03 | Pozakonazol | Posaconazole |               |

### J02AX 	Egyéb szisztémás gombaellenes szerek
| J02AX01 | Flucitozin    | Flucytosine   | Flucytosinum |
| J02AX04 | Kaszpofungin  | Caspofungin   |              |
| J02AX05 | Mikafungin    | Micafungin    |              |
| J02AX06 | Anidulafungin | Anidulafungin |              |